# Joyce Chaplin
Joyce E. Chaplin (Antioch, 28 de julio de 1960) es una historiadora y académica estadounidense conocida por sus escritos e investigaciones sobre la historia temprana de Estados Unidos, la historia ambiental y la historia intelectual.

## Biografía
Después de recibir su licenciatura en la Universidad Northwestern y su doctorado en la Universidad Johns Hopkins en 1986. Enseñó en la Universidad Vanderbilt en Nashville durante catorce años (1986-2000). Se convirtió en profesora James Duncan Phillips de Historia Americana Temprana en la Universidad de Harvard en 2000.
Fue becaria Guggenheim y becaria de la Academia Estadounidense de Artes y Ciencias en 2019. En 2020 fue elegida miembro de la Sociedad Filosófica Estadounidense. Forma parte del Consejo Editorial de la Revista de Historia de las Ideas.

## Publicaciones seleccionadas
- Una búsqueda ansiosa: innovación y modernidad agrícola en el Bajo Sur, 1730-1815 Chapel Hill: University of North Carolina Press, 1993. OCLC 916396138
- Asunto: Tecnología, cuerpo y ciencia en la frontera angloamericana, 1500-1676 Cambridge, Mass. : Prensa de la Universidad de Harvard, 2001. ISBN 9780674004535, OCLC 924957626[5]
- El primer Scientific American: Benjamin Franklin y la búsqueda del genio Nueva York : Libros Básicos, 2006. ISBN 9780465009558, OCLC 62897551[6]
- La vuelta a la Tierra: circunnavegación desde Magallanes hasta la órbita de Nueva York: Simon & Schuster, 2012. ISBN 9781416596196, OCLC 779266177[7]
- con Alison Bashford, Los nuevos mundos de Thomas Robert Malthus: releyendo el principio de población, Princeton : Prensa de la Universidad de Princeton, 2016. ISBN 9780691164199, OCLC 995299915